# Гиндзани, Пьеркарло
Пьерка́рло Гиндза́ни (итал.  Piercarlo Ghinzani, род. 16 января 1952, Medolago) — итальянский автогонщик, участник 111 Гран-при Формулы-1.
Дебютировал в чемпионате мира «Формулы-1» 17 мая 1981 в небольшой команде Озелла, в которой и провёл практически все свои гонки. В 1981 году помимо участия в гонках Формулы-1, соревновался в группе С[уточнить] в команде с Микеле Альборето и Риккардо Патрезе.
Свой первый полный сезон «Формулы-1» провёл в 1983 году. Сезон 1984 года стал наиболее удачным в карьере Гиндзани — ему удалось финишировать в очковой зоне. Несмотря на серьёзную аварию в Гран-при ЮАР 1984 года и полученные ожоги, в Далласе финишировал пятым.
В середине сезона 1985 года перешёл в команду Toleman, где его партнёром по команде стал другой итальянец Тео Фаби. Несмотря на конкурентоспособную машину, Гиндзани не удалось набрать ни одного очка на финише чемпионата. В следующем сезоне вернулся в команду «Озелла», но на сезон 1987 года подписал контракт с командой «Лижье», первым пилотом которой был Рене Арну. Но и там не заработал очков. Сезон 1988 года провёл в команде Zakspeed, но последний сезон в Формуле-1 вернулся в команду «Озелла». В своём заключительном сезоне квалифицировался лишь трижды, и в последнем Гран-при при проливном дожде в него сзади врезался Нельсон Пике. После ухода из «Формулы-1» основал команду в итальянской Формуле-3. В 2000 году его команда дебютировала в итальянском чемпионате Формулы-3000.

## Результаты гонок в Формуле-1
| Легенда к таблице |                                                                    |
| --- | ------------------------------------------------------------------ |
| В таблице перечислены результаты всех Гран-при Формулы-1, в которых принимал участие гонщик. Строками таблицы являются сезоны, столбцами — этапы чемпионата мира. В каждой клетке указаны сокращённое название этапа и результат, дополнительно обозначенный цветом. Расшифровка обозначений и цветов представлена в нижеследующей таблице. |                                                                    |
| \| Пример \| Описание \| \| ------------ \| ------------------------------------------------------------------ \| \| 1 \| Победитель \| \| 2 \| Второе место \| \| 3 \| Третье место \| \| 5 \| Финишировал, заработав очки \| \| Сход \| Не финишировал, но при этом заработал очки \| \| 12 \| Финишировал, не получив очков \| \| НКЛ \| Финишировал, но не попал в финальную классификацию \| \| 15 \| Участвовал вне зачёта, либо по отдельной классификации \| \| 18 \| Не финишировал, но попал в финальную классификацию \| \| Сход \| Не финишировал \| \| НКВ \| Не прошёл квалификацию \| \| НПКВ \| Не прошёл предквалификацию \| \| ДСК \| Дисквалифицирован \| \| ИСК \| Исключён из протокола соревнований \| \| ТТ \| Заявлен для участия только в тренировках \| \| НС \| Участвовал в квалификации, но не стартовал в гонке \| \| Т \| Травмирован или болен \| \| ОТК \| Отказ от участия \| \| НТР \| Прибыл на соревнования, но на трассу не выезжал \| \| НПР \| Был заявлен в числе участников, но не прибыл к началу соревнований \| \| О \| Соревнования отменены \| \| \| Не участвовал \| \| Поул-позиция \| \| \| Быстрый круг \| \| |                                                                    |
| Пример | Описание                                                           |
| 1 | Победитель                                                         |
| 2 | Второе место                                                       |
| 3 | Третье место                                                       |
| 5 | Финишировал, заработав очки                                        |
| Сход | Не финишировал, но при этом заработал очки                         |
| 12 | Финишировал, не получив очков                                      |
| НКЛ | Финишировал, но не попал в финальную классификацию                 |
| 15 | Участвовал вне зачёта, либо по отдельной классификации             |
| 18 | Не финишировал, но попал в финальную классификацию                 |
| Сход | Не финишировал                                                     |
| НКВ | Не прошёл квалификацию                                             |
| НПКВ | Не прошёл предквалификацию                                         |
| ДСК | Дисквалифицирован                                                  |
| ИСК | Исключён из протокола соревнований                                 |
| ТТ | Заявлен для участия только в тренировках                           |
| НС | Участвовал в квалификации, но не стартовал в гонке                 |
| Т | Травмирован или болен                                              |
| ОТК | Отказ от участия                                                   |
| НТР | Прибыл на соревнования, но на трассу не выезжал                    |
| НПР | Был заявлен в числе участников, но не прибыл к началу соревнований |
| О | Соревнования отменены                                              |
| | Не участвовал                                                      |
| Поул-позиция |                                                                    |
| Быстрый круг |                                                                    |

| Сезон | Команда  | Шасси         | Двигатель   | Ш | 1        | 2        | 3        | 4        | 5        | 6        | 7        | 8        | 9        | 10       | 11       | 12       | 13       | 14       | 15       | 16       | Место | Очки |
| ----- | -------- | ------------- | ----------- | - | -------- | -------- | -------- | -------- | -------- | -------- | -------- | -------- | -------- | -------- | -------- | -------- | -------- | -------- | -------- | -------- | ----- | ---- |
| 1981  | Озелла   | Osella FA1B   | Cosworth    | M | США      | БРА      | АРГ      | САН      | БЕЛ 13   | МОН НКВ  | ИСП      | ФРА      | ВЕЛ      | ГЕР      | АВТ      | НИД      | ИТА      | КАН      | СИЗ      |          | 31-й  | 0    |
| 1983  | Озелла   | Osella FA1D   | Cosworth    | M | БРА НКВ  | СШЗ НКВ  | ФРА НКВ  |          |          |          |          |          |          |          |          |          |          |          |          |          | 28-й  | 0    |
| 1983  | Озелла   | Osella FA1E   | Альфа-Ромео | M |          |          |          | САН НКВ  | МОН НКВ  | БЕЛ НКВ  | ДЕТ Сход | КАН НКВ  | ВЕЛ Сход | ГЕР Сход | АВТ 11   | НИД НКВ  | ИТА Сход | ЕВР Сход | ЮАР Сход |          | 28-й  | 0    |
| 1984  | Озелла   | Osella FA1F   | Альфа-Ромео | P | БРА Сход | ЮАР ОТК  | БЕЛ Сход | САН НКВ  | ФРА 12   | МОН 7    | КАН Сход | ДЕТ Сход | ДАЛ 5    | ВЕЛ 9    | ГЕР Сход | АВТ Сход | НИД Сход | ИТА 7    | ЕВР Сход | ПОР Сход | 19-й  | 2    |
| 1985  | Озелла   | Osella FA1F   | Альфа-Ромео | P | БРА 12   | ПОР 9    | САН НКЛ  | МОН Сход | КАН Сход | ДЕТ Сход | ФРА 15   | ВЕЛ Сход | ГЕР      |          |          |          |          |          |          |          | 27-й  | 0    |
| 1985  | Тоулмен  | Toleman TG185 | Hart        | P |          |          |          |          |          |          |          |          |          | АВТ      | НИД Сход | ИТА      | БЕЛ Сход | ЕВР Сход | ЮАР Сход | АВС Сход | 27-й  | 0    |
| 1986  | Озелла   | Osella FA1F   | Альфа-Ромео | P | БРА Сход | ИСП Сход | САН Сход | МОН НКВ  | БЕЛ Сход | КАН Сход | ДЕТ Сход | ФРА Сход | ВЕЛ Сход | ГЕР Сход | ВЕН Сход | АВТ 11   | ИТА Сход | ПОР Сход | МЕК Сход | АВС Сход | 27th  | 0    |
| 1987  | Лижье    | Ligier JS29   | Megatron    | G | БРА      | САН Сход | БЕЛ 7    | МОН 12   | ДЕТ Сход | ФРА Сход | ВЕЛ ДСК  | ГЕР Сход | ВЕН 12   | АВТ 8    | ИТА 8    | ПОР Сход | ИСП Сход | МЕК Сход | ЯПО 13   | АВС Сход | 24th  | 0    |
| 1988  | Zakspeed | Zakspeed 881  | Zakspeed    | G | БРА НКВ  | САН Сход | МОН Сход | МЕК 15   | КАН 14   | ДЕТ НКВ  | ФРА ДСК  | ВЕЛ НКВ  | ГЕР 14   | ВЕН НКВ  | БЕЛ Сход | ИТА Сход | ПОР НКВ  | ИСП НКВ  | ЯПО НКВ  | АВС Сход | 33-й  | 0    |
| 1989  | Озелла   | Osella FA1M   | Cosworth    | P | БРА НПКВ | ИСП НПКВ | МОН НПКВ | МЕК НПКВ | США НПКВ | КАН НПКВ | ФРА НПКВ | ВЕЛ НПКВ | ГЕР НПКВ | ВЕН Сход | БЕЛ НПКВ | ИТА НПКВ | ПОР НПКВ | ИСП Сход | ЯПО НПКВ | АВС Сход | -     | 0    |